# Карта місцевості

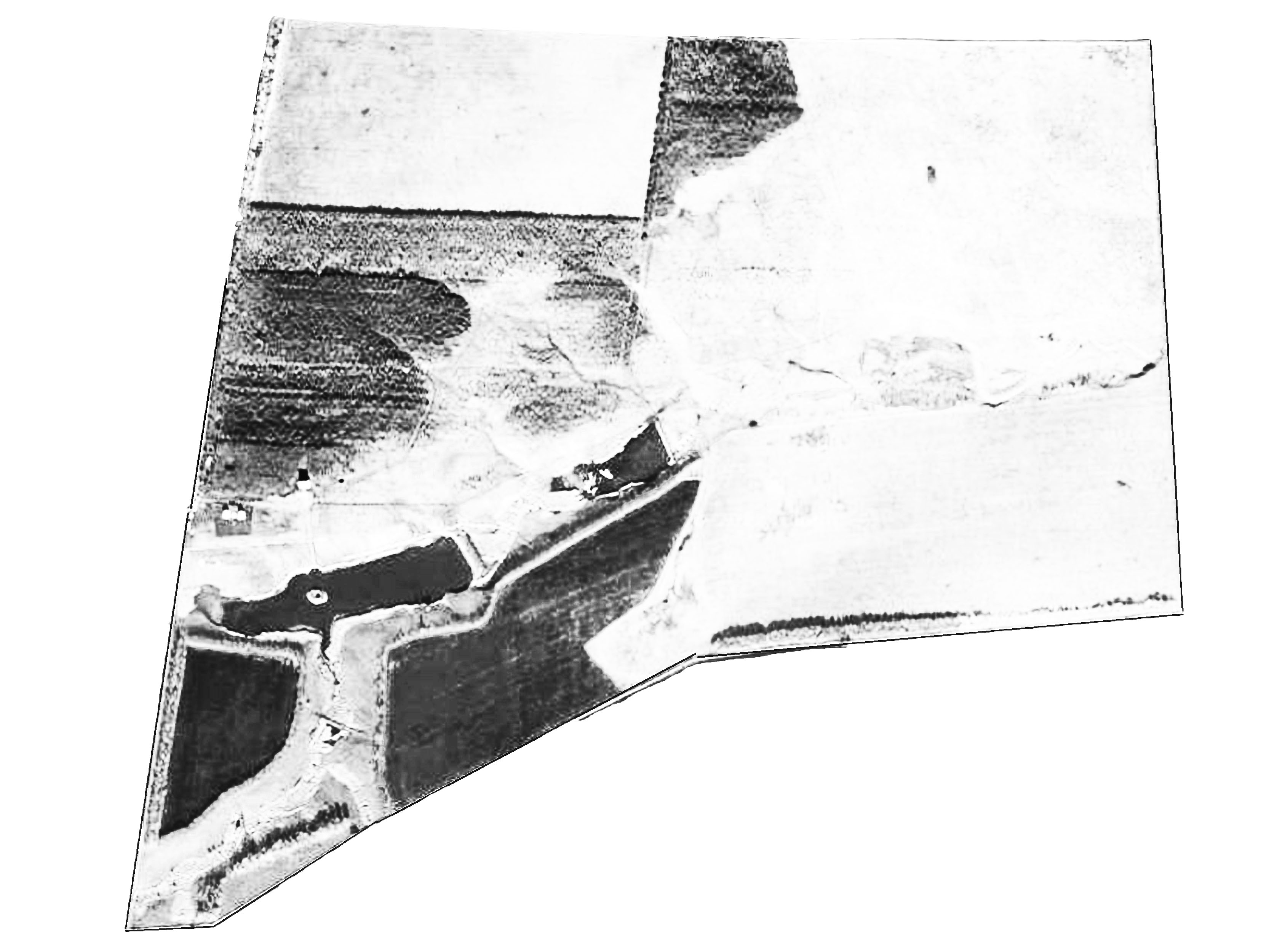

Ка́рта (від лат. carta, charta < грец. χάρτης — «лист або сувій папірусу для письма», звідки також «хартія», «халтура») або ма́па (від лат. mappa — «мапа», первісно — «серветка») — зменшене (масштабоване), узагальнене, побудоване за визначеними математичними законами (законами картографічних проєкцій) зображення або модель значних ділянок або всієї площі земної поверхні, інших небесних тіл або позаземного чи будь-якого простору на площині. 

## Загальний опис
На картах показують розміщення, стан і взаємозв'язки природних та ін. явищ. Карти розрізняють за масштабом, територією. картографування, призначенням тощо.
Розрізняють географічні карти і топографічні карти.
- географічна карта — карта, на якій за допомогою умовних позначок показують розміщення земної поверхні із застосуванням географічної (картографічної) проєкції.
- топографічна карта — докладна, єдина за змістом, оформленням і математичною основою карта, на якій зображені природні і соціально-економічні об'єкти місцевості з властивими їм якісними і кількісними характеристиками і особливостями розміщення.

Карти містять точні та наочні дані про особливості зовнішнього вигляду та просторового розміщення об'єктів земної поверхні, а порівняння двох карт різних років зйомки дозволяє виявляти походження та динаміку розвитку багатьох природних об'єктів, явищ географічної оболонки. Створення карт — науково-технічний творчий процес, що вимагає від виконавців та керівників технічних знань, глибинного розуміння географічних особливостей зображуваних об'єктів та явищ, закономірностей просторового розміщення.

## Карта в геології і розробці родовищ корисних копалин
Карта в геології і розробці родовищ корисних копалин — умовно зменшене зображення нафтового, газового чи інш. покладу за певними ознаками в ізолініях, напр. за абсолютними відмітками покрівлі (карта структурна), за товщиною пласта (карта ізопахіт), за пластовим тиском (карта ізобар), за газовим фактором (карта газового фактора).